# Pleurobema aldrichianum
Pleurobema aldrichianum är en musselart som beskrevs av Goodrich. Pleurobema aldrichianum ingår i släktet Pleurobema och familjen målarmusslor. Inga underarter finns listade i Catalogue of Life.